# Cotyzineus bruchi
Cotyzineus bruchi är en skalbaggsart som först beskrevs av Julius Melzer 1931.  Cotyzineus bruchi ingår i släktet Cotyzineus och familjen långhorningar.
Artens utbredningsområde är Uruguay. Inga underarter finns listade i Catalogue of Life.